# Amatus z Monte Cassino
Amatus z Monte Cassino (Amatus Casinensis) – benedyktyński mnich i kronikarz, żyjący w opactwie Monte Cassino. Jego Historia Normanów (L'Ystoire de li Normant), składająca się z ośmiu części, jest uznawana za jedno z trzech najważniejszych źródeł historycznych dotyczących normańskiego podboju południowej Italii (dwa pozostałe zostały napisane przez Wilhelma z Apulii i Gotfryda Malaterrę). Amatus opisywał wydarzenia z perspektywy mnichów z Monte Cassino, które było wówczas jednym z najważniejszych ośrodków religijnych i kulturalnych we Włoszech. Jego praca jest najstarszym, współcześnie znanym, źródłem historycznym relacjonującym wydarzenia jakie miały miejsce w czasie normańskiego podboju południa półwyspu, kariery Roberta Guiscarda i Ryszarda Drengota oraz przebieg reformy gregoriańskiej (jest ona opisana z punktu widzenia papiestwa).
Niewiele wiadomo na temat Amatusa zanim został mnichem w opactwie Monte Cassino. Swoją kronikę rozpoczął pisać gdy opatem był Dezyderiusz (późniejszy papież Wiktor III). Przed Dezyderiuszem, stosunki między mnichami a Normanami nie układały się zbyt dobrze i były wrogie. Wybór nowego opata zbiegł się w czasie ze zdobyciem Kapui przez Ryszarda Drengota, co czyniło go patronem i protektorem opactwa. Fakt ten miał duży wpływ na poglądy Amatusa i kształt jego dzieła. Graham Loud sugerował iż Amatus zanim trafił na Monte Cassino, był biskupem Paestum, leżącego niedaleko Salerno. Amatus był bowiem bardzo krytyczny wobec Gisulfa z Salerno, który często wchodził w konflikty z kościołem na terenie swojego księstwa i ograniczał jego przywileje.
L'Ystoire de li Normant obejmuje okres od momentu pojawienia się Normanów na południu Italii do śmierci Ryszarda Drengota. Kenneth Baxter Wolf postawił hipotezę głoszącą iż Amatus napisał swoje dzieło na zamówienie Normanów a jego celem było upamiętnienie czynów Drengota i Guiscarda. Amatus ukończył swoją pracę około 1080 roku, co czyni ją najstarszym, znanym źródłem o normańskiej aktywności na południu Włoch. Amatus posługiwał się łaciną, ale do czasów współczesnych zachowało się tylko francuskie tłumaczenie z XIV wieku, zlecone przez hrabiego da Militrée. Możnowładca ten był najprawdopodobniej związany z Andegawenami, rządzącymi królestwem Neapolu. Wersja francuska nie jest pełnym tłumaczeniem, raczej zestawieniem i podsumowaniem najważniejszych wydarzeń. Wiadomo jednak, że z oryginalnej pracy korzystał inny historyk z opactwa Monte Cassino, Leon z Ostii, przy pisaniu Chronica monasterii Casinensis. Dzieło to zawiera znaczną część tekstu autorstwa Amatusa.